# Тридцать шесть драматических ситуаций
Тридцать шесть драматических ситуаций (фр. Les 36 situations dramatiques) — книга французского театроведа Жоржа Польти (1895), посвящённая доказательству того, что все драматические произведения основываются на какой-либо из тридцати шести сюжетных коллизий. Современные исследователи характеризуют труд Польти как «протоструктуралистский», указывая на его уверенность в том, что разработанная им типология объективно существует в действительности, — важность идей Польти видится не в самой его классификации, а в принципиальном подходе, согласно которому основу вдохновения составляют логика и культурные образцы, а теоретическое осмысление этой основы полезно для искусства: «сама идея ограниченности тезауруса возможных действий и событий драматического героя заслуживает серьёзного внимания».
Отправной точкой для концепции Польти послужило утверждение Иоганна Вольфганга Гёте (в «Разговорах с Эккерманом») о том, что столько же стандартных драматических сюжетов выделил в своё время выдающийся итальянский драматург Карло Гоцци (этот список не обнаружен) и что Фридрих Шиллер пытался опровергнуть Гоцци и найти большее количество различных сюжетных типов, но не смог выдумать даже тридцати шести. Кроме того, как отмечает Польти, об ограниченном количестве возможных драматических сюжетов вскользь писал Жерар де Нерваль. Польти, по его словам, «открыл заново» тридцать шесть сюжетов Гоцци. При этом он обращался к драматургии античности (а также Древней Индии и Древнего Китая), Средневековья, Возрождения, французским, итальянским и германским романтикам, а также к драматической продукции новейшего времени и, в виде исключения, к некоторым текстам иных жанров (роман, эпос), в общей сложности имея в виду материал около 1200 произведений; среди наиболее часто используемых им авторов — Еврипид, Софокл и Эсхил, Шекспир и Корнель, Вольтер, Метастазио, Альфьери, Гюго, Золя.
Каждый из тридцати шести сюжетов Польти разделяет на несколько разновидностей, указывает необходимый минимальный набор действующих лиц и отношений между ними и приводит примеры, полностью или отчасти соответствующие данному типу. По мнению Польти, в основе тридцати шести сюжетов лежит типология человеческих взаимоотношений и переживаний.
В России известности концепции Польти способствовало её изложение Анатолием Луначарским — впрочем, отмечавшим, что ему произведённая Польти «расшифровка кажется слишком приблизительной и слишком обобщённой»:

## 36 сюжетов
Ж. Польти предложил 36 сюжетов, к которым сводятся известные пьесы. Многочисленные попытки дополнить этот список только подтвердили верность исходной классификации основных (или бродячих) сюжетов, а именно:
1. Мольба о заступничестве
  - Притеснитель; Проситель; Представитель власти, который должен разрешить конфликт.
  - Проситель молит представителя власти о защите от притеснителя. Проситель может быть представлен в двух лицах - Жертва и Заступник. Пример: Есфирь, которая попросила персидского царя заступиться за еврейский народ и защитить его от происков злого царедворца Амана.
2. Спасение
  - Невезучий; Угрожающий; Спаситель.
  - Невезучий стал причиной конфликта и Угрожающий собирается ему отомстить. Но Спаситель приходит на помощь Невезучему. Примеры: Ифигения в Тавриде, Избавление.
3. Преступление и Месть
  - Преступник; Мститель.
  - Преступник совершает злодеяние, которое осталось безнаказанным, и Мститель вершит правосудие самостоятельно. Пример: Граф Монте-Кристо.
4. Кровная месть
  - Виновный Родич, Мстящий Родич, память о Жертве, которая является родственником обеим сторонам.
  - Родичи вступают в конфликт из-за преступления, совершенного по отношению к Жертве. Пример: Гамлет.
5. Преследование
  - Беглец; кара
  - Беглец пытается избегать кары за преступление, которого он не совершал. Примеры: Отверженные, Беглец.
6. Катастрофа
  - Побежденный, Победитель или Посланец
  - Побежденный терпит поражение от Победителя или получает послание о таком поражении от Посланца. Пример: Агамемнон.
7. Жертва
  - Жертва; Хозяин или некое бедствие
  - Жертва страдает от обстоятельств или от рук Хозяина. Пример: Иов.
8. Бунт
  - Тиран; Заговорщик
  - Заговорщик пытается свергнуть тирана. Пример: Юлий Цезарь.
9. Отважная попытка
  - Отважный лидер; предмет; Враг
  - Отважный лидер побеждает Врага и забирает у него предмет. Примеры: Ланселот-Грааль, Властелин колец.
10. Похищение
  - Похититель; Похищенный; Опекун
  - Похититель увозит Похищенного от Опекуна. Пример: Елена Прекрасная
11. Загадка
  - Загадка; Вопрошающий; Ответчик
  - Вопрошающий загадывает загадку Ответчику и предоставляет ему шанс достичь его целей. Примеры: Сфинкс, Эдип.
12. Обретение
  - Проситель и Владелец или Судья и Претенденты
  - Проситель вступает в конфликт с Владельцем, который отказывается дать ему предмет спора. Второй вариант: Судья решает, кому отдать предмет, о котором спорят несколько Претендентов. Пример: Яблоко раздора
13. Вражда между близкими
  - Злобный Сородич и Ненавидимый или Сородичи, взаимно ненавидящие друг друга.
  - Сородичи замышляют друг против друга козни. Или Злобный Сородич старается подсидеть Ненавидимого. Пример: Как вам это понравится
14. Соперничество между близкими
  - Любимый Сородич; Отвергнутый Сородич; предмет спора.
  - Предмет спора предпочитает Любимого Сородича Отвергнутому Сородичу. Пример: Грозовой перевал.
15. Адюльтер, сопровождающийся убийством
  - Любовники; Ненавистный Супруг
  - Двое Любовников замышляют убить Ненавистного Супруга одного из них. Примеры: Леди Макбет Мценского уезда, Клитемнестра, Эгисф, Двойная страховка.
16. Безумие
  - Безумец; Жертва.
  - Безумец сходит с ума и совершает несправедливое действие в отношении Жертвы. Пример: Сияние.
17. Фатальная неосторожность
  - Неосмотрительный; Жертва или Утраченный Объект
  - Неосмотрительный из-за пренебрежения или по незнанию теряет Утраченный Объект или причиняет вред Жертве. Пример: Крис Кельвин и его жена в Солярис (фильм, 1972).
18. Невольное кровосмешение Участники: Любящий, Любящая, Просветитель. Фабула: Любовники сами того не зная нарушили табу своими романтическими отношениями, а Просветитель раскрывает им это.
19. Невольное убийство близкого Участники: Убийца, Жертва (является близким человеком для Убийцы, но Убийца об этом не знает). Фабула: Убийца убивает Жертву не зная, что Жертва приходится Убийце близким человеком.
20. Самопожертвование во имя идеала Участники: Герой, Идеал, Кредитор, Объект (человек/ ценность). Фабула: Герой жертвует Объектом ради своего Идеала, а Кредитор позднее забирает Идеал.
21. Самопожертвование ради близких Участники: Герой, Родственник, Кредитор, Объект (человек/ ценность), принесенный в жертву. Фабула: Герой жертвует Объектом ради своего Родственника, который затем достаётся Кредитору.
22. Всё принесено в жертву ради страсти Участники: Герой, Объект роковой страсти, Ценность (человек или ресурс). Фабула: Герой жертвует Ценностью ради Объекта роковой страсти, который затем теряет навсегда. Пример: «Во все тяжкие» (сериал 2008 года).
23. Необходимо жертвовать близкими людьми во имя долга Участники: Герой, Близкий для Героя человек. Фабула: Герой причиняет вред Близкому человеку из-за необходимости жертвоприношения. Пример: Принесение Исаака в жертву.
24. Соперничество неравных Участники: Сильный, Слабый, Объект соперничества. Фабула: Слабый побеждает Сильного и забирает Объект соперничества. Пример: «Годзилла против Конга».
25. Адюльтер (супружеская неверность) Участники: Любовники (двое), Обманутый супруг. Фабула: Любовники сговариваются против Обманутого супруга.
26. Запретная любовь
  - Любовник; Возлюбленный.
  - Любовник и Возлюбленная нарушают табу, завязывая романтические отношения. Пример: Зигмунд и его сестра в Валькирии.
27. Раскрытие бесчестия возлюбленного
  - Обнаруживающий; Виновник
  - Обнаруживающий узнаёт о проступке совершенным Виновным
28. Любовь, встречающая препятствия
  - два Возлюбленных; Препятствие
  - Два Возлюбленных сталкиваются с Препятствием. Пример: Ромео и Джульетта.
29. Любовь к врагу
  - Влюблённый; Возлюбленный Противник; Ненавистник
  - Союзные Влюблённый и Ненавистник имеют диаметрально противоположное отношение к Возлюбленному Противнику.
30. Честолюбие
  - Амбициозная Личность; Желанное; Противник
  - Амбициозная Личность ищет Желанное и ему противостоит Противник. Пример Макбет (пьеса).
31. Конфликт с богом
  - Смертный; Бессмертный
  - Смертный и Бессмертный вступают в конфликт.
32. Ошибочная ревность
  - Ревнивец; Объект Ревности; Предполагаемый Соперник; Причина или Виновник Ошибки
  - Ревнивец становится жертвой Причины или Виновника Ошибки и начинает ревновать к Объекту Ревности и вступает в конфликт с Предполагаемым Соперником.
33. Судебная ошибка
  - Ошибающийся; Жертва Ошибки; Причина или Виновник Ошибки; Виновный
  - Ошибающийся становится жертвой Причины или Виновника Ошибки и выносит приговор Жертве Ошибки, тогда как вместо этого он должен быть вынесен Виновному.
34. Угрызения совести
  - Преступник; Жертва или Грех; Следователь
  - Преступник причиняет вред Жертве или совершает Грех и вступает в конфликт со Следователем, который стремится разобраться в ситуации. Пример: Превосходство Борна.
35. Обретение утраченного Участники: Искатель, Объект поиска. Фабула: Искатель находит то, что искал (не всегда это конкретно то, что искали, а то, что удовлетворяет искателя (т.е. альтернативный объект). Пример: «Очень долгая помолвка», «В поисках Немо», «Коты-аристократы».
36. Потеря близких Участники: Умерший близкий человек, Пострадавший от утраты, Убийца (человек или явление). Фабула: Утрата близкого человека происходит на глазах Пострадавшего; Пострадавший переживает утрату. Пример: «Храброе сердце», «Гладиатор».